# Асанбаев, Ерик Магзумович
Ерик Магзумович Асанбаев (1936—2004) — государственный деятель Казахстана, единственный в истории вице-президент Республики Казахстан (1991—1996), ранее в 1990 году Сергей Терещенко был вице-президентом Казахской ССР.

## Биография
Родился 10 марта 1936 года в селе Байгабул (аул № 2) Амангельдинского района Кустанайской области. Происходит из рода саржетим племени аргын.
В 1958 году окончил экономический факультет Казахского Государственного университета им. С. М. Кирова.
В 1960—1963 годах учился в аспирантуре Московского финансового института, где в 1963 году защитил диссертацию кандидата экономических наук по теме «Организация и использование оборотных средств в черной металлургии».
Доктор экономических наук.

### Карьера
В 1959—1967 годах — на преподавательской и научной работе в Москве и Алма-Ате,
В 1963 год — начальник отдела финансового планирования и межотраслевого баланса НИИ экономических исследований при Госплане Казахской ССР.
В 1967—1986 годах — в аппарате Совета Министров Казахской ССР и ЦК КП Казахстана.
В 1986—1988 годах — заведующий отделом ЦК КП Казахстана.
В 1988—1989 годах — заместитель председателя Совета Министров Казахской ССР.
В 1989—1990 годах — секретарь ЦК КП Казахстана и член Политбюро ЦК Компартии Казахстана.
В апреле 1990 — октябре 1991 года — председатель Верховного Совета Казахской ССР.
Член ЦК КПСС в 1990—1991. Народный депутат СССР в 1991.
В октябре — декабре 1991 года — вице-президент Казахской ССР.
В декабре 1991 — феврале 1996 года — вице-президент Республики Казахстан.
17 июня 1993 года назначен членом Совета безопасности Республики Казахстан
С февраля 1996 года по июль 2000 года — Чрезвычайный и Полномочный посол РК в Германии.
23 августа 2004 — скончался.

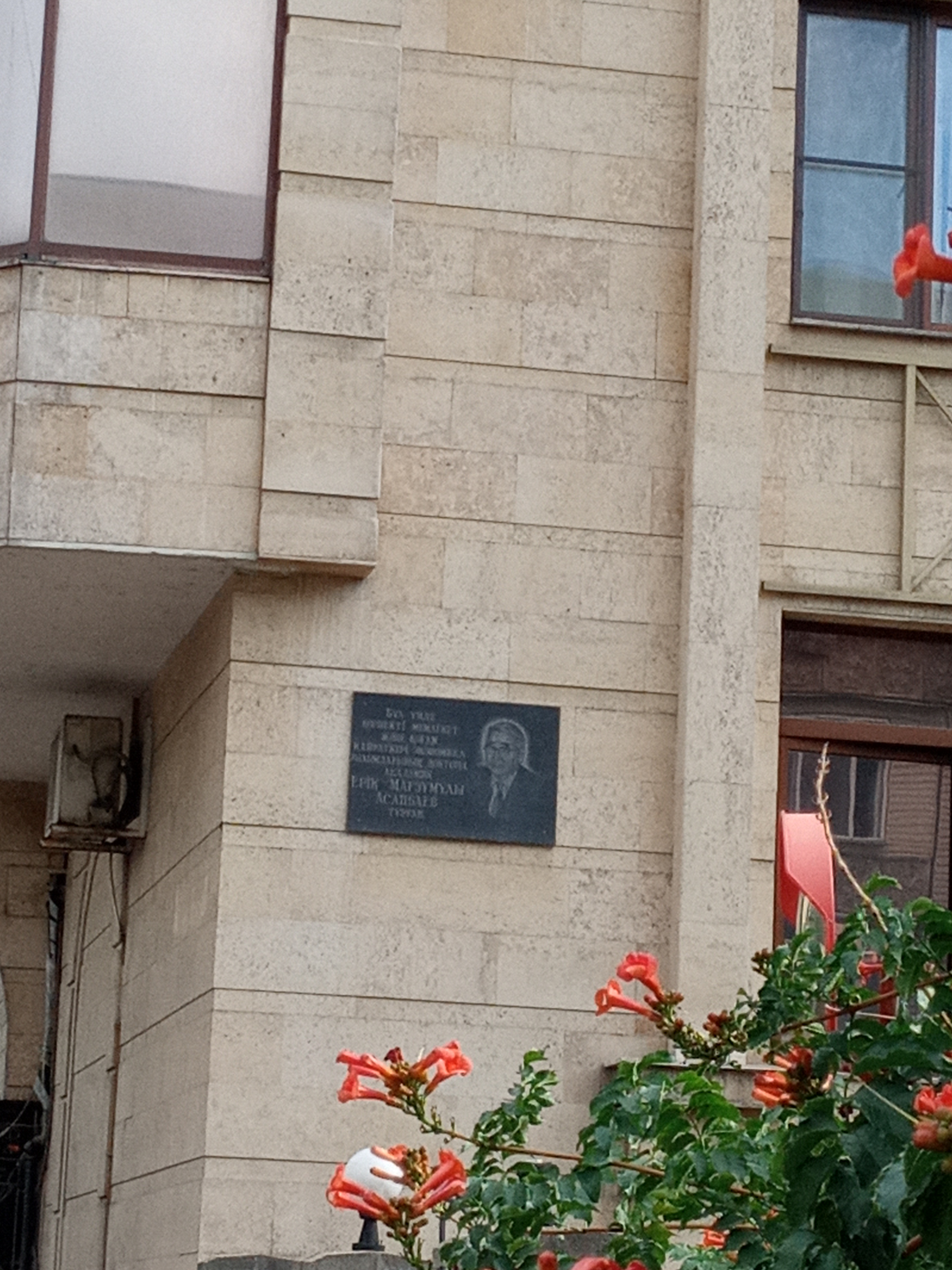
Мемориальная доска к дому где жил Ерик Асанбай

24 августа 2004 года — состоялась гражданская панихида в Алма-Ате, в Казахском государственном академическом театре драмы им. М. Ауэзова.

## Награды
- Орден «Отан» (1995)
- Орден «Барыс» 2-й степени (2000)
- Орден «Знак Почёта»
- Медали